# Heidi Zerning
Heidi Zerning (* 13. Juni 1940 in Berlin; † 3. Oktober 2022 ebenda) war eine deutsche Übersetzerin, die literarische Werke aus dem britischen, amerikanischen und kanadischen Englisch ins Deutsche übertrug. Bekannt wurde sie als langjährige Übersetzerin der kanadischen Nobelpreisträgerin Alice Munro, als deren „deutsche Stimme“ sie gilt.

## Leben und Werk
Heidi Zerning wurde im Juni 1940 in Berlin geboren und wuchs in Charlottenburg auf, wo sie als Kriegskind in den Ruinen des Schillertheaters spielte.
Zunächst schwankend zwischen ihren beiden großen Interessensgebieten Musik und Literatur, entschied sie sich letztlich für ein Studium der Anglistik und Amerikanistik, Geschichte und Philosophie. Ihre Promotion zum Thema „Die Rezeption von Shakespeare durch Wandertruppen“ brachte sie – vom Thema gelangweilt – nicht zu Ende.
Fünf Jahre lang arbeitete sie als Regieassistentin und Produktionsleiterin bei Peter Zadek in Bochum. Neben einem Job am Braunschweiger Theater begann sie mit dem Übersetzen. Während ihrer Tätigkeit als Geschäftsführerin und „Mädchen für alles“ beim Düsseldorfer Kom(m)ödchen übertrug sie Dramen und Drehbücher, später auch Krimis, ins Deutsche.
Ab 1990 war Zerning hauptberuflich als Übersetzerin tätig.
Sie hat Alice Munro, deren gesamtes auf Deutsch erschienenes Werk sie übersetzt hat, nie persönlich getroffen. Zerning meinte jedoch, die Autorin im Rahmen ihrer Übersetzungstätigkeit „ein Stück weit“ kennengelernt zu haben, und gilt als „Munros deutsche Stimme“. Zu den weiteren von ihr übersetzten Autorinnen und Autoren zählen Truman Capote, Patricia Duncker, Alan Isler, Marge Piercy, Steve Tesich und Virginia Woolf.
Ihre Vorgehensweise bei der Übersetzung der englischen Texte beschrieb Zerning 2013 in einem ihrer seltenen Interviews: Sie las einen neuen Text niemals komplett durch, sondern arbeitete sich Satz für Satz durch den Text, um zu vermeiden, dass sie bei der Wahl der deutschen Worte unbewusst etwas vorwegnahm, das der Leser noch gar nicht wissen bzw. erahnen sollte. Sie benutzte bei ihrer Arbeit nicht das Internet oder andere moderne technische Hilfsmittel, sondern erarbeitete sich den deutschen Text allein mit Hilfe zahlreicher Wörterbücher, Lexika und anderer Nachschlagewerke. Zunächst schrieb sie ihre Übersetzungen mit Bleistift, korrigierte diese und schrieb erst die Endfassung auf dem Computer.
Viele ihrer Übersetzungen entstanden in ihrer Laube „im Brandenburgischen“ an einem wackeligen Campingtisch.
Heidi Zerning starb am 3. Oktober 2022 im Alter von 82 Jahren in Berlin. Sie fand ihre letzte Ruhestätte auf dem Alten St.-Matthäus-Kirchhof in Berlin-Schöneberg.

## Privates
Heidi Zerning lebte in der Nähe des Berliner Tiergartens. In ihrer Freizeit besuchte sie oft Konzerte in der Philharmonie und hörte am liebsten Bruckner. Zu ihren Hobbys gehörte das Rennradfahren. Um sich fit zu halten, spielte sie seit vielen Jahren Badminton und erlernte die hebräische Sprache, um auch in Israel erschienene Romane lesen zu können.

## Übersetzungen bei Hörspielen
- 1984: Caryl Churchill: Top Girls – Regie: Walter Adler (Hörspielbearbeitung – WDR)
- 1989: David Zane Mairowitz: Die Engelmacherin  – Regie: Otto Düben (Dokumentarhörspiel – SR/RB/SDR)
- 1998: Norman Lock: Das Primatenhaus – Regie: Joachim Sonderhoff (Original-Hörspiel – WDR)
- 1999: Ben Elton: Popcorn (Übersetzung gemeinsam mit Jörn Ingwersen) – Bearbeitung und Regie: Thomas Leutzbach (Hörspielbearbeitung – WDR)
- 2001: Kathrine Kressmann Taylor: Empfänger unbekannt – Regie: Ulrich Gerhardt (Hörspielbearbeitung – SWR)
- 2013: Norman Lock: Wege zur Panik – Regie: Annette Kurth (Hörspielbearbeitung – WDR)
- 2015: Alice Munro: Manche Frauen – Bearbeitung und Regie: Jean-Claude Kuner (Hörspielbearbeitung – NDR/HR/SWR)